# Низ (Шалинський міський округ)
Низ (рос. Низ) — присілок у складі Шалинського міського округу Свердловської області.
Населення — 99 осіб (2010, 108 2002).
Національний склад станом на 2002 рік: росіяни — 98 %.